# 大將軍 (東亞)
大将军，是漢字文化圈古代各朝经常设置的武官职名，其实际职权变化很大，但多为高级军事指挥甚至最高军事统帅。若以現代軍官的地位來比相當於元帥。历史上各时期多见以「某某将军」尊称为「某某大将军」的习惯，但是秦汉與三国时期的大将军职位及职权有很大差异。
大将军官职最早见于中國战国時代。

## 中國
汉之前，最高军事武官称为上将军，如秦之白起、秦末之宋义和项羽，为指挥重大战役的临时统帅。陈胜、吴广起义时，赵王武臣任命陳餘为大将军。劉邦赴巴蜀之地為漢王，並封韓信為大將軍。
西汉，直到汉武帝时才因卫青而复置大将军，作为将军的最高称谓，位在三公上。又设大司马，作为将军的加官，如卫青为大司马大将军，早期丞相的权力过大，皇帝不能亲自裁决政务。自汉武帝以后，章奏的拆读与审议，转归以大将军为首的尚书。大臣有罪，由尚书劾奏；选任御史大夫，由尚书品定高下；官吏有功迁升，上报尚书；州郡官吏入朝奏事，则面见尚书。丞相若有过失，反由尚书问状劾奏。由此，丞相的权力被一步一步的剥夺，只是在礼仪上还是百僚之长。（《汉书·卷十九上·百官公卿表第七上》）汉武帝死时，遗命霍光以大司马大将军辅政。西汉末年，取消作为加官的大司马，设立单独的大司马职位。
东汉大将军的地位原在三公下；到汉和帝时窦宪出任大将军，由于权势太大，朝廷震动，联合奏请以大将军位列三公之上。东汉末年，又开始设置大司马作为掌武事最高官员，位在大将军上。
三国皆继承了东汉的体制，但曹魏青龙元年司马懿曾由大将军转职为太尉，但并非升迁。后来司马师任大将军时由于其叔父司马孚是太尉，曾改大将军在太尉下。孙吴有上大将军与大将军并设。而蜀漢大將軍姜維更是掌握軍事大權。另外，三国时还设立了中军大将军、上军大将军、辅国大将军、南中大将军、镇军大将军、抚军大将军等名号大将军，位均在大将军下。四征、四镇、四平、四安等将军资深者也在将军前加大字，如征西大将军、安东大将军，但位次不变。
西晋开始，大将军地位高下多次变化，因個人任職就发生转变。到了东晋十六国以及南北朝时期，大将军除授甚滥，又增置柱国大将军、镇军大将军等号，逐渐失去过去总领军政的性质和意义。
隋朝设置的大将军为勋官的第四等，次于上柱国、柱国、上大将军。
唐朝時，大将军为十六卫长官之一，位居上将军下。唐初，府兵制行，十六卫置上将军、大将军各一人，将军各二人，为职事官，统领军队。随着府兵制日渐破坏，十六卫实际已经没有军队，诸卫大将军成为虚衔。
宋朝時，十六卫诸上将军、大将军、等官无定员、无职掌，称环卫官。各官名为禁卫，实无职掌，无定员，皆以宗室充任，亦为武臣赠典。大将军以下各级环卫官也作为武臣责授散官。
明朝初，仅徐达为大将军，统帅全國军隊。徐达死后，朱元璋废大将军一职，此后由皇帝亲自統军。
清朝時，有重大战事的时候临时派遣大臣出征，授大将军頭銜，事毕即除，如肃亲王豪格为靖远大将军，惠亲王绵愉为奉命大将军。
此外，大将军亦作为赠典、勳官、散官阶或军衔称号。南朝齐、陈以大将军为赠官。北周始以大将军作为勋官，其上柱国和柱国大将军、上大将军和大将军四级勋官，皆正九命，居勋官之首。隋朝初沿置。唐宋两代以骠骑、辅国、镇军、冠军、怀化五大将军名号作为武散官阶，且位列榜首。金元两代以昭武、昭毅、昭勇、安远、定远、怀远六大将军名号，作为武散官号，位次诸上将军。以上诸类大将军名号，达百数十种。
1912年1月16日，中华民国南京临时政府颁布《陆军军官佐士兵阶级表》，2月又颁布《海军官佐士兵阶级表》，设上等军官阶级为“将军”，第一级为大将军，第二级为左将军，第三级为右将军。并授任黄兴（陆军总长）、黃鍾瑛（海军总长）等为大将军。

### 总领军务之职的各代大将军
| 西汉 - 韩信 前206年—前202年 - 灌嬰 前180年 - 窦婴 前154年 - 卫青 前124年—前106年 - 霍光 前87年—前68年 - 王凤 前33年—前22年 - 王商 前12年 东汉 - 吳漢 25年 - 景丹 25年－26年（驃騎大將軍） - 耿弇 25年－37年（建威大將軍） - 蓋延 25年－39年（虎牙大將軍） - 朱祜 25年－39年（建義大將軍） - 杜茂 25年－27年；27年－39年（驃騎大將軍） - 岑彭 26年－35年（征南大将军） - 冯异 27年－34年（征西大将军） - 陈俊 26年－38年（强弩大将军） - 王常 31年－36年（横野大将军） - 窦宪 89年—92年 - 邓骘 108年—110年 - 耿宝 124年—125年 - 梁商 135年—141年 - 梁冀 141年—159年 - 窦武 168年 - 何进 184年—189年 - 韩暹 196年 - 曹操 196年—197年 - 袁绍 197年—202年 - 曹魏：曹仁、孫權、曹真、司馬懿、曹宇、曹爽、司馬師、司馬昭、郭淮 - 蜀漢：蔣琬、費禕、姜維、閻宇 - 吳（大將軍）：諸葛瑾、諸葛恪、孫峻、孫、丁奉、孫震 - 吳（上大將軍）：陸遜、呂岱、施績 西晋 - 陈骞 265年—274年 - 司马伷 282年—283年 - 司馬柬 291年 - 司马颖 301年—304年 - 司马晏 307年—311年 - 苟晞 311年 - 劉琨 314年—315年 東晉 - 王敦 317年—322年 - 慕容廆 333年贈 - 張駿 334年—346年（前凉君主） - 慕容皝 341年—348年（前燕君主） - 張重華 347年—349年（前凉君主） - 慕容儁 349年—352年（前燕君主） - 張玄靚 355年—363年（前凉君主） - 張天錫 363年—376年（前凉君主） - 司馬遵 404年 汉 - 刘粲 310年—314年 - 劉敷 314年—316年 - 刘骥 318年 - 靳准 318年 成汉 - 李寿 328年—338年 - 李势 341年—343年 - 李广 343年—345年 后赵 - 石邃 333年—334年 - 石琨 349年 - 冉闵 349年—350年 冉魏 - 蒋干 351年—352年 夏 - 力俟提 407年 北凉 - 沮渠牧犍 433年 | 宋 - 刘义康 439年—445年 - 刘义恭 452年—453年 梁 - 魏益德 546年後（蕭詧任命） - 侯景 547年—549年 - 乙羽周（551年贈） 陳 - 章昭達（571年贈） 北魏 - 奚敬 422年—439年 - 万安国 472年—476年 - 刘昶 494年—497年 - 元详 501年 - 高肇 514年—515年 - 元继 524年—525年 - 元略 526年—528年 - 尔朱荣 528年 - 尔朱兆 531年—532年 - 尔朱仲远 531年 - 尔朱天光 531年 - 宇文泰 534年 西魏 - 念贤 537年—540年 - 于谨 541年—546年 - 趙善 543年贈 - 侯景 547年 - 王思政 547年—549年 东魏 - 高澄 540年—549年 北齐 - 可朱浑元 554年—557年 - 侯莫陈相 559年—560年 - 段韶 560年—561年 - 高湝 564年 - 婁叡 564年—565年 - 斛律光 565年—567年 - 韩祖念 567年—568年 - 高俨 568年—569年 - 高孝珩 572年—573年 - 卫菩萨 573年 - 高绰 573年—574年 - 綦连猛 577年 |

## 日本
日本奈良時代始見，《續日本紀》載下毛野古麻呂與大伴安麻呂任大将軍。在隼人叛乱之際，大伴旅人任大將軍，神龜元年（724年）陸奥大掾佐伯兒屋麻呂被殺之際由藤原宇合任大將軍，在藤原廣嗣之亂時大野東人任大將軍。
至幕府時期，征夷大將軍為幕府首領兼國家實際統治者，到幕末又有征討大將軍。

## 朝鮮
高麗時期大將軍為中央軍之將領。

### 引用
1. ↑  《史记·楚世家》：十七年春，与秦战丹阳，秦大败我军，斩甲士八万，虏我大将军屈匄、裨将军逢侯丑等七十馀人，遂取汉中之郡。
2. ↑  《后汉书·窦宪传》
3. ↑  《三国职官表》
4. ↑  《隋书·卷二十八·志第二十三》：高祖又采后周之制，置上柱国、柱国、上大将军、大将军、上开府仪同三司、开府仪同三司、上仪同三司、仪同三司、大都督、帅都督、都督，总十一等，以酧勤劳。
5. ↑  『続日本紀』和銅2年12月20日条に「式部卿・大将軍・正四位下の下毛野朝臣古麻呂が卒した」とある。
6. ↑  『同』和銅7年5月1日条に「大納言兼大将軍・正三位の大伴宿禰安麻呂が薨じた」とある。
7. ↑  『同』養老4年3月4日条に「中納言・正四位下の大伴宿禰旅人を征隼人持節大将軍に任じた」とある。
8. ↑  『同』神亀元年4月7日条に「式部卿・正四位上の藤原朝臣宇合を持節大将軍に任じた」とある。
9. ↑  『同』天平12年9月3日条に「広嗣遂に兵を起して反く、勅して、従四位上の大野朝臣東人を大将軍に任じた」とある。